# Burg Petkum
Die Burg Petkum ist ein abgegangener ostfriesischer Häuptlingssitz im Stadtteil Petkum der Stadt Emden im nordwestlichen Niedersachsen.

## Geschichte
Petkum war möglicherweise schon im 14. Jahrhundert Häuptlingssitz, ein erster Häuptling ist mit Tamme aber erst 1441 sicher belegt. Damals standen die Häuptlinge von Petkum bei den Auseinandersetzungen um die Vormacht in Ostfriesland zwischen dem Haus Cirksena und dem Haus Ukena auf Seite der unterlegenen Ukena. Deshalb verloren sie die Herrschaftsrechte über Petkum. Aus diesem Grund wurde die erste Burg in Petkum um 1435 geschleift. Danach wurde die Herrlichkeit durch Jawo zu Petkum verwaltet, der um 1440 eine neue Burg baute. 1461 erhielt Tammes Sohn Geerd van Petkum die Herrlichkeit Petkum zurück und ließ die Burg Jawos durch einen Neubau in Gestalt eines Saalbaus ersetzen. Da dieser kinderlos war, wurde nach seinem Tod sein Schwager Hicko Mauritz Kankena von der Norderburg in Dornum bis 1554 zum Oberhaupt von Petkum. 1531 versuchte Balthasar von Esens vergeblich, die Burg mit Unterstützung von Hilfstruppen des Herzogtums Geldern zu plündern. Nach Hickos Tod erhielt sein Neffe Hayo Ripperda die Herrlichkeit. Zur Zeit ihres Abbruchs im Jahr 1812 befand sich die Anlage im Besitz des Barons van Tork, der in die Familie Ripperda eingeheiratet hatte. Nach dem Abriss wurde auf dem Burgplatz ein Haus für den Rentmeister des Gutsherren errichtet.

## Beschreibung
Die Burg lag auf einem Vorsprung des Deiches und war dadurch auf zwei Seiten von der Ems geschützt. Die erste Burg lag allerdings an einer anderen Stelle weiter westlich. Bei der Anlage aus der Mitte des 15. Jahrhunderts handelte es sich um einen zweigeschossigen Saalbau von ca. 35 m Länge und 8 m Breite. Im Burghof befanden sich ein Brunnen und Wirtschaftsgebäude. Die insgesamt 35 × 30 m messende Anlage war von einem Graben und einer fast 5 m hohen Ringmauer umgeben, der Zugang erfolgte von Westen. Das Burgareal war gegenüber der Umgebung um ca. 2,50 m erhöht.